# Amduat
Das Amduat (Untertitel in Kurzform: Die Schrift der verborgenen Kammer) gilt als ältestes altägyptisches Literaturwerk der Gattung Jenseitsbücher. Es entstand als Zusammenfassung unter dem Amduat-Titel „Das Buch von dem, was in der Duat ist“. Die Redaktoren des Amduats verwendeten ältere Vorlagen, die wohl bis in das Alte Reich zurückreichen. Jan Assmann ordnet daher die Thematik des Amduats den Sonnenheiligtümern zu.
Alexandra von Lieven verweist in diesem Zusammenhang auf die nur im Amduat verwendeten „Strichmännchenzeichnungen“, die in ähnlicher Gestaltung sehr gut für die 6. Dynastie bezeugt sind und mit Beginn des Neuen Reiches aufgrund der beschädigten Vorlagen im weiteren Verlauf durch Neuanfertigungen ersetzt wurden. Außerdem basiert die Kryptografie des Amduat im Gegensatz zu den anderen Unterweltsbüchern auf memphitischer Theologie. Das Amduat fungierte zudem im Neuen Reich als redaktionelle Vorlage für alle danach entstehenden Unterweltsbücher, die auf den Inhalten des Amduats aufbauten.
Das Amduat diente ursprünglich ausschließlich für die verstorbenen Könige (Pharaonen) als Jenseits-Orientierungshilfe in ihren Gräbern. Es ist daher Anfang des Neuen Reiches hauptsächlich dort belegt, vereinzelt auch in Gräbern von ranghohen Beamten. Erst später fand das Amduat in Gräbern von Priestern häufiger Verwendung. Die Schriften richteten sich an die „Ebenbilder des Sonnengottes Re“ und nicht an den „einfachen Ägypter“.

## Hintergrund

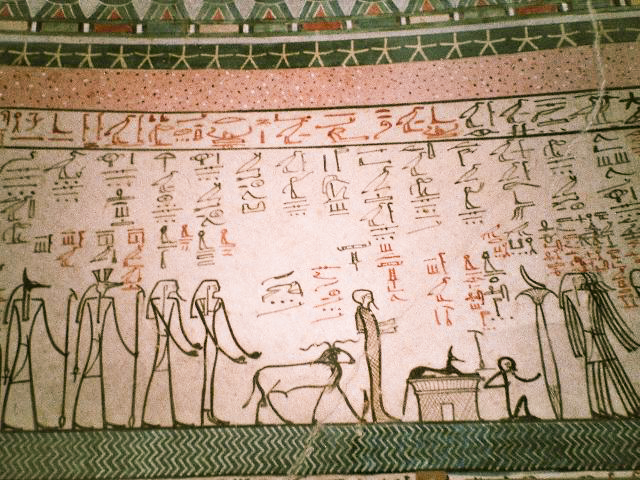
3. Nachtstunde (Grab Thutmosis III.)

### Entdeckungen im Neuen Reich
Das Jenseitsbuch „Das, was in der Duat ist“ ist zum ersten Mal in Grab KV20 von Thutmosis I. bezeugt und in den Königsgräbern des Neuen Reiches als teilweise vollständige Darstellung in Kurz- und Langfassung erhalten. Das Grab KV34 von Thutmosis III. (1504 bis 1450 v. Chr.) im Tal der Könige zeigt eine ebenso vollständige Darstellung wie auch das Grab von Amenophis II. (KV35). Einzig im Grab des Thutmosis III. wird aufgrund einer Beischrift ein direkter Bezug des Inhalts zum König deutlich:

„Das Buch ist im Himmel und auf der Erde nützlich für einen, der es schon auf Erden kennt: Thutmosis III., der Selige, ist einer, der es kennt.“

Im Grab Sethos I. (KV17) befinden sich einige farbige Abbildungen der Nachtstunden des Amduat. Weitere Darstellungen wurden gefunden in Gräbern von: Hatschepsut, Amenophis III., Tutanchamun, Eje II., Ramses II., Merenptah, Sethos II., Siptah, Ramses V. und Ramses IX. Haremhab und Ramses I. verzichteten aufgrund der Amarna-Zeit in ihren Gräbern auf die Anbringung des Amduat.

### Inhalt

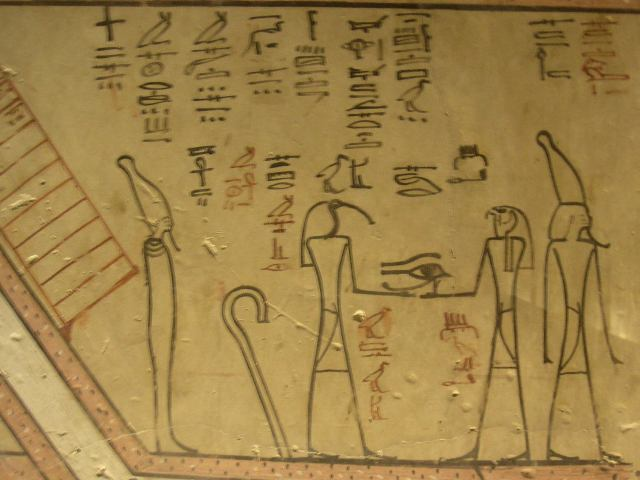
4. Nachtstunde (Grab Thutmosis III.)

In zwölf Abschnitten, die den zwölf Nachtstunden entsprechen, wird die nächtliche Fahrt des Sonnengottes Re durch die Unterwelt in einer Barke beschrieben, an der insgesamt 908 göttliche Wesen beteiligt sind, wobei davon allein 124 mit Namen benannte Wesen am Sonnenuntergang mitwirken. Die Wegstrecke, die Re während der Durchquerung der Duat zurücklegt, wird mit knapp 39.000 km angegeben, was fast dem tatsächlichen Erdumfang entspricht. Es bleibt unklar, wie jene Entfernungsangaben von den Ägyptern ermittelt wurden und ob ein Verfahren im Zusammenhang der Landvermessung als Grundlage diente, die als große Errungenschaft der Ägypter galt.
Auf der Nachtfahrt stößt Re auf verschiedene Hindernisse, die er und seine Helfer überwinden. Hauptfeind ist Apophis, der in der siebenten Stunde erscheint und von dem „Ältesten Zauberer“, bei dem es sich wohl um Seth handelt, bezwungen wird. Das Totengericht in der Halle der Vollständigen Wahrheit ist im Amduat noch nicht der Mittelpunkt des Geschehens. Der Inhalt des Amduat ist kein eigentlich durchgehender Text, sondern eine Reihe von zwölf Bildern, die die Stundengottheiten für eine Nachtstunde zeigen und mit ausführlichen Anmerkungen versehen sind.

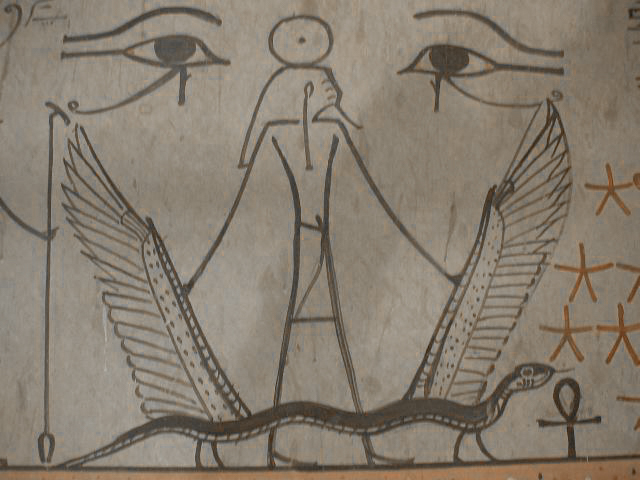
11. Nachtstunde (Grab Thutmosis III.)

Das Amduat trägt in sich auch Auszüge aus früheren Epochen, die bis in die Zeit der Pyramidentexte zurückreichen. Aufgrund der Entdeckungen ist es wissenschaftlich belegt und dem Neuen Reich zugeordnet, obwohl die Entstehungszeit wahrscheinlich mindestens in das Mittlere Reich zu datieren ist. Das Amduat umfasst folgende Themenbereiche:

„Zu kennen die Wesen der Unterwelt; die geheimen Wesen; die Tore und Wege, auf denen der große Gott wandelt; zu kennen, was getan wird, was in den Stunden ist und ihre Götter; zu kennen den Lauf der Stunden und ihre Götter; zu kennen ihre Verklärungssprüche für Re; zu kennen, was er ihnen zuruft; zu kennen die Gedeihenden und die Vernichteten.“

### Stunden der Nacht
| Nachtstunden: Namen der Göttinnen, Tore und Höhlen |                                                                                     |                                                   |                                    |
| Stunde                                             | Name der Stundengöttin                                                              | Stundentor                                        | Stundenhöhle / Stundenort          |
| 1. Stunde                                          | Die die Stirnen ihrer Feinde zerschmettert                                          | Westlicher Torweg des Horizontes                  |                                    |
| 2. Stunde                                          | Die Kluge, die ihren Herrn schützt                                                  | Allesverschlingerin                               | Halle der Vollständigen Wahrheit   |
| 3. Stunde                                          | Die Bas zerschneidet                                                                | Räuber                                            | Gefilde der Uferbewohner           |
| 4. Stunde                                          | Die Große, die in der Duat ist                                                      | Welches das Ziehen verbirgt                       | Mit lebenden Erscheinungsformen    |
| 5. Stunde                                          | Geleitende, die inmitten ihrer Barke ist                                            | Haltepunkt der Götter                             | Westen                             |
| 6. Stunde                                          | Ankunft, die den rechten (Weg) gibt                                                 | (Der) mit scharfen Messern                        | Wasserloch der Unterweltlichen     |
| 7. Stunde                                          | Die den Hiu abwehrt und den mit schrecklichem Gesicht köpft                         | Tor des Osiris                                    | Geheimnisvolle Höhle (des Osiris)  |
| 8. Stunde                                          | Herrin der tiefen Nacht                                                             | Das steht, ohne müde zu werden                    | Sarkophag ihrer Götter             |
| 9. Stunde                                          | Anbetende, die ihren Herren schützt                                                 | Das die (Nil)flut hütet                           | Mit hervorquellenden Gestalten     |
| 10. Stunde                                         | Wütende, welche die Hinterhältigen schlachtet                                       | Mit großen Erscheinungsformen, Gestalten gebärend | Mit tiefen Wassern und hohen Ufern |
| 11. Stunde                                         | Die Sternige, Herrin der Barke, die den Widersacher abwehrt bei seinem Hervorkommen | Ruheplatz der Unterweltlichen                     | Rand der Höhle                     |
| 12. Stunde                                         | Die die Vollkommenheit ihres Herrn schaut                                           | Das die Götter erhöht                             | Ende der Urfinsternis              |

### Verbreitung

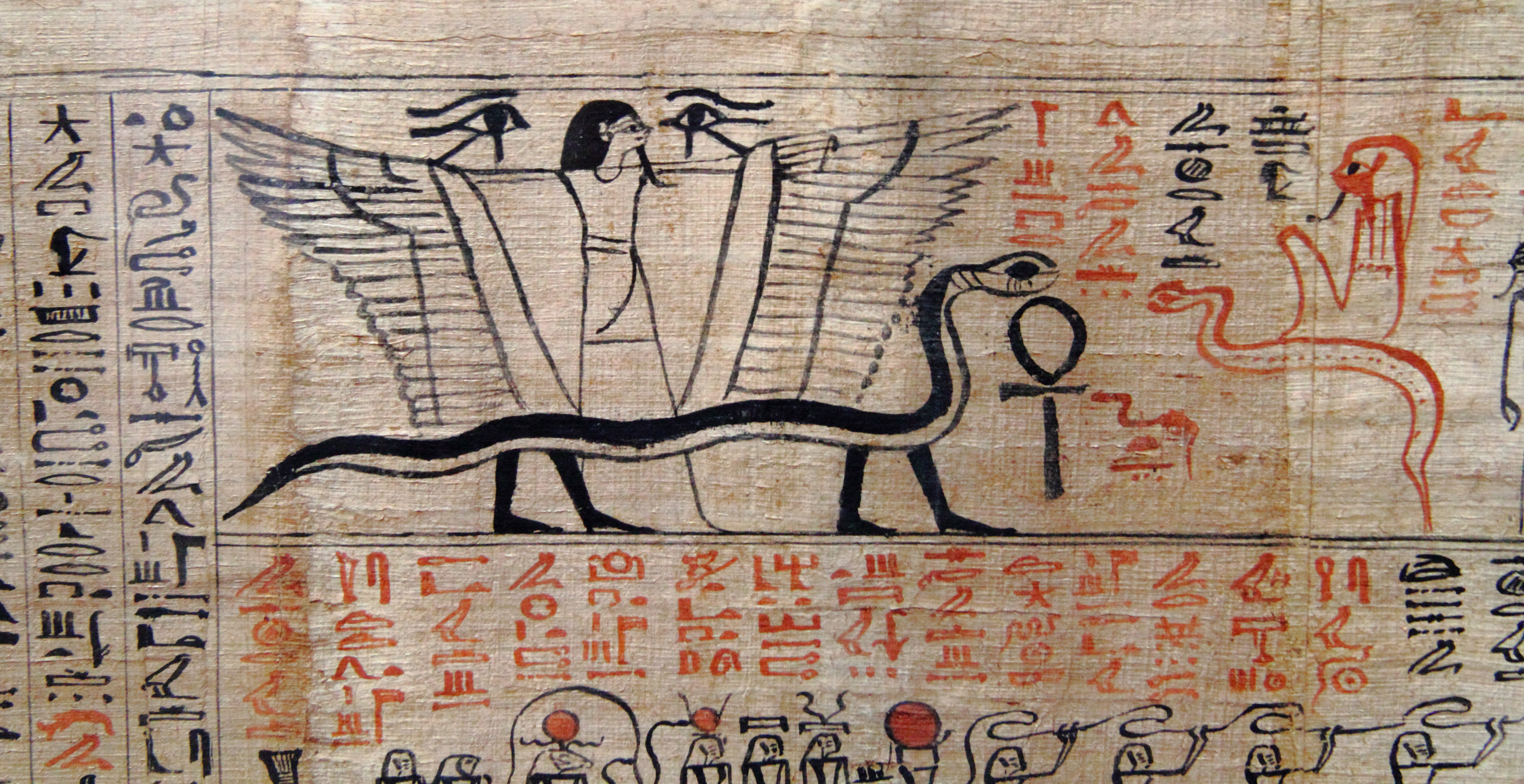
Szene aus der elften Stunde des Amduat auf einem Papyrus

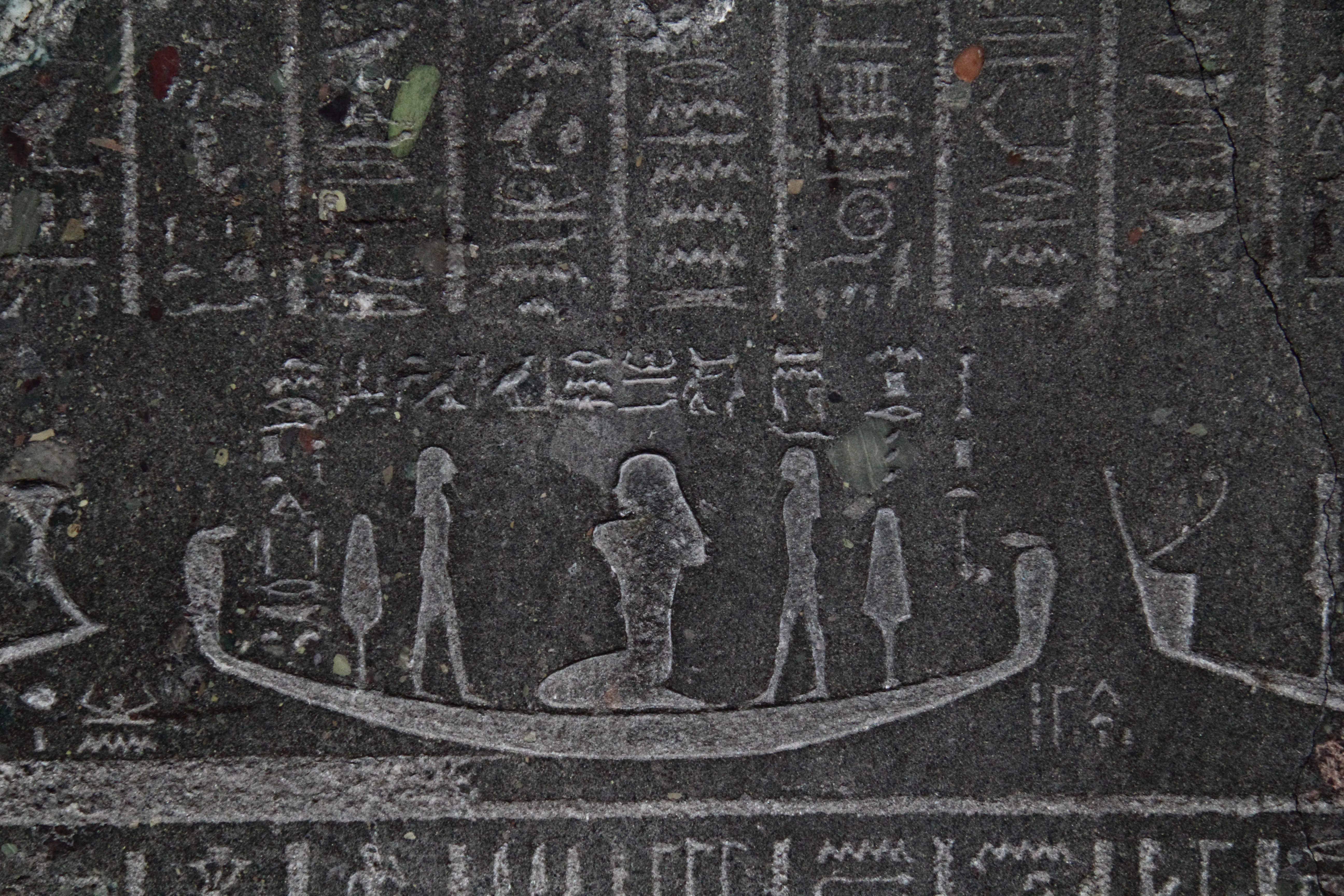
Szene vom Sarkophag des Nektanebos II. aus der 30. Dynastie

Das Amduat ist im Neuen Reich fester Bestandteil der Dekoration eines Königsgrabes und nur vereinzelt bei Privatleuten belegt. In der dritten Zwischenzeit wird es – auf Papyrus geschrieben – auch Privatleuten mit in das Grab gelegt. Auf Sarkophagen ist es bis mindestens zur 30. Dynastie bezeugt. Während es in der 18. Dynastie meist vollständig niedergeschrieben wurde, werden später meist nur einzelne Stunden pars pro toto dargestellt.